# Niederanven
Niederanven (luxembourgsk: Nidderaanwen) er en kommune og et byområde i storhertugdømmet Luxembourg. Kommunen, som har et areal på 41,36 km², ligger i kantonen Luxembourg i distriktet Luxembourg. I 2005 havde kommunen 5.342 indbyggere.
49°39′05″N 6°15′20″Ø / 49.6514°N 6.2556°Ø